# Nicolás Suárez (futbolista chileno)
Víctor Nicolás Suárez Céspedes (Santa María, Chile, 20 de mayo de 1982) es un exfutbolista chileno. Jugaba en la posición de defensa central.

## Clubes

### Como jugador
| Club               | País  | Año       |
| ------------------ | ----- | --------- |
| Unión San Felipe   | Chile | 2002-2006 |
| Curicó Unido       | Chile | 2007      |
| Deportes Melipilla | Chile | 2008-2009 |
| Unión La Calera    | Chile | 2010-2012 |
| Palestino          | Chile | 2013-2014 |
| Barnechea          | Chile | 2014-2015 |
| Everton            | Chile | 2015-2016 |
| Trasandino         | Chile | 2016-2017 |
| Unión San Felipe   | Chile | 2017-2018 |

### Como entrenador
- Actualizado al 1 de noviembre de 2022.

| Equipo           | País  | Año   | PJ | PG | PE | PP | Rendimiento |
| ---------------- | ----- | ----- | -- | -- | -- | -- | ----------- |
| Unión San Felipe | Chile | 2022  | 9  | 3  | 0  | 6  | 33.33%      |
| Total            | Total | Total | 9  | 3  | 0  | 6  | 33.33%      |